# 文德泉
文德泉蒙席（1912年4月15日—2003年9月15日），生於葡萄牙山後省弗雷舒德埃什帕達阿辛塔，是澳門著名歷史學家，主要研究澳門早期史和澳門教區史。
1924年完成了小學課程後，與幾位準修士乘船抵達澳門，進入聖若瑟修院。1934年獲魯彌士（D. José da Costa Nunes）主教為他主持了六品儀式，同年領神品聖事，並於在玫瑰聖母堂向主奉獻了首臺彌撒。此後一直擔任聖老楞佐堂的本堂神父，並兼任公教女青年會的神恩神父，直至1946年。

## 學術生涯
文德泉神父22歲時，開始負責《澳門教區月刊》的編輯工作。其間兼任修院教師和利宵中學教師。在主持《澳門教區月刊》的13年間，他邀請了一些著名學者撰寫稿件，因而使該刊聞名於世。1942年在創辦《號角》月刊的同時，也協助籌辦《聯合》週刊。
1948年文德泉神父到新加坡負責當地與馬六甲的葡國教區工作，設立了多個宗教機構，並創辦了英文版《Rally》雜誌。1952年，葡國政府為了表揚他的貢獻，向他頒授殖民帝國軍官級勳章。1959年創立清貧學生基金會（St. Joseph's Church Book Fund）。
1962年回澳，先後任教於聖若瑟教區中學、澳門商業學校和殷皇子中學，隨後擔任《澳門檔案》和《賈梅士學會公報》兩刊物的社長。1981年憑《澳門的軍隊》（Os Militares em Macau）獲古本江基金會（Fundação Calouste Gulbenkian）的歷史獎。兩年後，他的另一部著作《澳門地名錄》（Toponímia de Macau）再次獲得該基金會的嘉獎。
文德泉神父曾任亞洲國際歷史學家學會、葡國歷史學會、葡國航海學會、里斯本地理協會和葡國天主教社會科學學會的會員、海外歷史研究中心與東亞大學委員會的成員及該大學榮譽博士。他曾經代表澳門和葡國到馬尼拉、新加坡、臺北、巴黎、悉尼等地參加會議並發表論文。
除了學術成就以外，文德泉神父亦獲得多項嘉獎和榮譽，如殷皇子勳章和成就獎。1982年，文德泉神父被評選為該年度澳門的傑出人物。1984年榮獲教宗若望保祿二世晉陞為「蒙席」（教宗頒賜有功神父的榮銜，通常可穿與主教近似之服裝）。1989年1月6日，文德泉神父成為葡萄牙歷史學會會員，同年6月10日又獲葡萄牙總統蘇亞雷斯頒授英勇勳章。1999年獲頒聖地牙哥寶劍勳章大十字勳章。
1984年在晉鐸金禧之際，以文德泉神父基金會的名義，捐款逾港幣60萬元，支持澳門清貧學生。1990年，捐贈90萬士姑度予葡國北部沙維什市的聖母之家老人院（Casa Santa Marta）。2001年返回葡國，2003年9月15日於沙維什一家老人院內逝世，享年91歲。

## 作品
《澳門石頭之聲》，1980年。
《澳門總督官邸》，約1982年。

## 個人生活
文德泉神父的形象獨特，一襲長白鬍子，一件白袍，鼻上一副黑框眼鏡。他在澳時，往澳氹大橋散步是每日的活動。他曾居於澳門旅遊學院所屬的望廈賓館，亦為在聖地牙哥酒店舉行婚禮的新人主持儀式。神父也喜好威士忌。

## 外部連結
- 澳門中央圖書館館藏文德泉神父著作目錄 （页面存档备份，存于）（中文、葡語）

1. 1 2  . 澳门记忆. 2019-11-16.